# Cellule de commutation
Une cellule de commutation est un modèle d’un circuit d’électronique de puissance qui réalise la connexion commandée entre une source de tension et une source de courant.

## Propriétés
Il est impossible de connecter deux sources de nature identique : on ne peut pas relier directement deux sources de tension ou deux sources de courant. (Voir figure 1). L'une des grandeurs est donc imposée par la source et l'autre par la charge.

Fig. 1: Différentes configurations impossibles : court-circuit d'une source de tension, source de courant ouverte, deux sources de tension en parallèle, deux sources de courant en série. Chacun des circuits présentés va dysfonctionner et générer beaucoup (trop) de chaleur ce qui va endommager de manière irréversible les dispositifs

Supposons une source de tension de 5V, connectée à une source de tension de 10V. La loi de Kirchhoff, nous apprend qu'il est impossible, en théorie, de réaliser une telle connexion. En effet aucun des deux dispositifs ne va réussir à imposer sa tension.
En pratique il est possible de connecter deux batterie de voitures par exemple pour redémarrer une voiture en panne de batterie (grâce aux résistances internes des batteries). Ce qui va donc se passer c'est que la batterie pleine va imposer sa tension aux bornes de la batterie vide ce qui va avoir pour effet de recharger la batterie vide, la batterie vide se comportant alors comme une source de courant. Cela dit connecter deux batteries ensemble comporte des risques d'ordre électrique.
La cellule de commutation a pour but de permettre un transfert d'énergie entre deux sources de nature différentes.
Toujours à cause de cette propriété d'association des sources, il n'est pas possible de connecter une batterie à une cellule de commutation elle-même à un condensateur. En effet la batterie et le condensateur se comportent tous deux comme des sources de tension.

Fig. 2: Une cellule de commutation qui lie deux sources de nature différentes (sources de courant et de tension).

De même il n'est pas possible de connecter une source de courant à une cellule de commutation elle-même à une inductance pour les mêmes raisons.

### Règle de complémentarité des états des interrupteurs
Dans une cellule de commutation, à tout instant il y a un, et un seul, interrupteur à l'état passant (respectivement bloquant).

## En pratique
Les cellules de commutations sont composées de deux interrupteurs (voir figure 2). Ces deux interrupteurs, si connectés à une source de tension ne pourront être fermés en même temps (mais il est possible de les ouvrir en même temps!) sous peine de créer un court-circuit et de détériorer le matériel. De même si la cellule est connectée à une source de courant, il n'est pas possible d'ouvrir les deux interrupteurs en même temps (mais il est possible de les fermer en même temps).

### Utilisation de la cellule de commutation
La cellule relie deux sources différentes. Suivant les conditions données ci-dessus, les interrupteurs doivent donc avoir des états opposés.
Lorsque l'un est passant, l'autre est bloqué.
En pratique, le passage de l'état passant vers bloqué se fait avant le passage bloqué vers passant afin d'éviter tout risque de court-circuit.

### Choix des interrupteurs
Le choix des interrupteurs se fait en fonction des contraintes en courant et en tension sur les composants (figure 2). Par exemple, une diode permet de tenir une tension négative et de faire passer un courant positif. Ce choix des interrupteurs va pouvoir être fait surtout en connaissance de la fonction que doit réaliser un convertisseur. Ainsi un Convertisseur DC-DC n'aura pas la même structure de cellule de commutation qu'un convertisseur DC-AC, AC-DC ou AC-AC.

## Applications
La cellules de commutation est la « brique de base » des convertisseurs de puissances.
Elles se retrouvent donc dans tous les dispositifs d'électronique de puissance.
Entre autres :
- onduleurs
- redresseurs
- Électronique de puissance
- Convertisseur DC-DC
- Alimentation à découpage
- Convertisseur Buck
- Convertisseur Boost
- Convertisseur Buck-Boost
- Convertisseur Cuk